# Nong Han (See)
Nong Han (Thai หนองหาร) ist der größte natürliche Süßwassersee Thailands mit Inseln und Parkanlage am nördlichen Stadtrand von Sakon Nakhon, in der Region Isan.
Der See hat eine Fläche von 125,2 km². Er ist äußerst fischreich (die Fischart Bardus leiacanthus stellt 20 % der Fischpopulation). In der Gegend befinden sich 32 Vogelarten, 31 Fischarten und 42 Pflanzenarten. Es wird behauptet, dass in dem See eine monströse Phaya Naga lebt.
Der See, der eine durchschnittliche Tiefe von 1,9 Meter erreicht, schrumpft in der Trockenzeit, weil flache Abschnitte austrocknen.